# Peristedion antillarum
Peristedion antillarum är en fiskart som beskrevs av Teague, 1961. Peristedion antillarum ingår i släktet Peristedion och familjen Peristediidae. Inga underarter finns listade i Catalogue of Life.